# Eliseu Martins
Eliseu Martins è un comune del Brasile nello Stato del Piauí, parte della mesoregione del Sudoeste Piauiense e della microregione di Bertolínia.